# یولیندیان
یولیندیان (به لاتین: Yulindian) یک شهرک در جمهوری خلق چین است که در Muping District واقع شده‌است.